# À hauteur d'homme (film, 2003)
Pour les articles homonymes, voir À hauteur d'homme.
Pour plus de détails, voir Fiche technique et Distribution.
À hauteur d'homme est un film documentaire québécois réalisé par Jean-Claude Labrecque, sorti en 2003.
Le film relate la campagne électorale (province de Québec, Canada) du chef du Parti québécois et premier ministre, Bernard Landry, aux élections générales de 2003. Tourné en vidéo légère, il présente le quotidien de l'homme politique et de son équipe en plus d'offrir un regard éclairant sur le rapport entre politique et médias.
À hauteur d'homme, au moment de sa réalisation, demeure le seul documentaire permettant d'observer avec indépendance et rigueur non-partisane un chef de parti politique en campagne électorale ; Bernard Landry ayant donné carte blanche au réalisateur, tant au tournage qu'au montage du film. Le résultat s'inscrit dans la tradition du cinéma direct québécois et s'avère une œuvre sans complaisance envers son sujet : le travail de l'homme politique et le rapport des médias à son égard.

## Synopsis
Le quotidien et les opinions de Bernard Landry, chef du Parti québécois et premier ministre du Québec sortant, au fil des aléas de la campagne politique précédant les élections générales de 2003.

## Fiche technique
- Titre : À hauteur d'homme
- Réalisation : Jean-Claude Labrecque
- Scénario : Jean-Claude Labrecque et Jacques Davidts
- Montage : Yves Chaput et François Gill
- Production : Monique Simard